# Weekly Idol
Weekly Idol (en hangul, 주간 아이돌) es un programa de variedades surcoreano, que se transmite a través del canal de cable MBC Every 1, canal que pertenece al grupo de MBC Plus Media, los días miércoles a las 18:00 KST. Es presentado por Kwanghee y Eunhyuk.

## Descripción
Weekly Idol es un programa donde cada semana hay un invitado distinto, ya sea grupo musical, cantante o comediante, con el cual se realizan diferentes tipos de actividades como juegos, cuestionarios, charlas, entre otros.

## Segmentos
El programa consiste en varios segmentos, uno de ellos es llamado "Real Chart! Auto clasificación de Idols", donde se pide que un artista coloque a otro en algún puesto del ranking de algún tópico de interés. 
Ídolo de la Semana, es el segundo segmento donde participa el artista invitado de ese episodio. El primer grupo en grabar un episodio y aparecer en este segmento fue INFINITE. Este segmento usualmente consiste en varias secciones como:
- Baile Aleatorio - El equipo de producción reproduce canciones del grupo o cantante invitado (generalmente la canción que están promocionando). La canción es detenida en cualquiera parte y se coloca otra parte al azar u otra canción. El artista invitado debe realizar la coreografía exacta para la parte de la canción que está reproduciéndose.

- Verificación de Perfil - Los conductores cuentan con el perfil, información, hechos, o rumores sobre el invitado que es presentado en una tarjeta de perfil. Los invitados deben verificar, rechazar o, en todo caso, probar la autenticidad de la información.

- Ganándole al Ídolo - Los invitados realizan algún juego junto a los presentadores. Si los invitados logran ganarle a los presentadores, se les dará un premio especial, mientas que por el lado de los perdedores (por lo general los anfitriones) reciben un castigo físico por parte de los ganadores.

- Parrilla Ídolo - Los invitados deben responder correctamente a las preguntas de los conductores que aparecen en el panel, o deben realizar alguna actividad pedida por los presentadores (baile sexy, baile tierno, etc.). Solo después de que los presentadores aprueben la respuesta, el equipo de producción les dará una pieza de carne coreana a la parrilla.

- DoniConi Centro de Llamadas Ídolo - El equipo de producción habilita un número telefónico por una semana antes de la grabación para que los fanes puedan dejar un mensaje personal o una pregunta a sus artistas, quienes lo escucharán luego.

- Desafío de los 99 Segundos - Los invitados deben realizar con éxito una misión durante 99 segundos. Si no lo cumplen, recibirán un castigo previamente escrito por el invitado. Si el invitado es un grupo musical, deben votar por el miembro que lo recibirá. Esta nueva sección empezó en el episodio 205 cuando Teen Top estaba como invitado.

## Presentadores

### Actuales
- Kwanghee
- Eunhyuk

### Pasados
- Jeong Hyeong Don (23 de julio de 2011 - 8 de marzo de 2018)
- Defconn (23 de julio de 2011 –  8 de marzo de 2018)

Nota: En algunas ocasiones, los dos presentadores han aparecido como invitados especiales ("Hyungdon y Daejun") con su posición siendo reemplazada por otros invitados.

### Conductores Invitados
- Ha-ha (Episodio 45)
- Hyolyn y Soyou de Sistar (Episodio 45)
- Lizzy de After School (Episodios 52-53)
- Sungkyu y Hoya de INFINITE (Episodio 64)
- Sohyun de 4Minute (Episodios 75, 84)
- Namjoo de A Pink (Episodios 114-115)
- Sungjae de BtoB (Episodios 130-131)
- Jimin de AOA (Episodios 140-141)
- Eunkwang de BtoB (Episodios 163, 172, 184)
- Hyuk de VIXX (Episodios 220)

#### Sistema de Relevo Ídolo
Debido a que Jung Hyung Dong tuvo que dejar el programa temporalmente por problemas de salud, artistas ídolos cercanos a Huyng Dong asumirán la conducción para reemplazarlo. 
- Sungkyu de INFINITE (Episodios 227 - 228)[2]
- Heechul de Super Junior (Episodio 229 - 230)[3]
- Bomi de Apink (Episodios 231, 243)
- Sunny de Girls' Generation (Episodios 232-233)
- Leeteuk de Super Junior (Episodios 234-235)
- Jung Yong Hwa de CNBLUE (Episodios 236, 238)
- Andy de Shinhwa (Episodio 237)
- Yoon Doojoon de Beast (Episodios 239-240)
- K.Will (Episode 241-242)
- Heechul y Hani (Episodios 243-270)

### Conductores Asistentes
- Ilhoon de BtoB
- Bomi y Hayoung de A Pink
- N de VIXX
- Mina de AOA

## Lista de Episodios

### 2011
| \| Episodio \| Fecha de Emisión \| Artista Invitado \| Notas \| \| -------- \| ---------------- \| ---------------- \| ----------------------------------------- \| \| 1 \| 23 de julio \| — \| "Real Chart! Auto clasificación de Idols" \| \| 2 \| 30 de julio \| — \| "Real Chart! Auto clasificación de Idols" \| \| 3 \| 6 de agosto \| — \| "Real Chart! Auto clasificación de Idols" \| \| 4 \| 13 de agosto \| INFINITE \| Primera emisión de "Ídolo de la Semana" \| \| 5 \| 20 de agosto \| MBLAQ \| \| \| 6 \| 27 de agosto \| ZE:A \| \| \| 7 \| 3 de septiembre \| — \| Ranking (Beast) \| \| 8 \| 10 de septiembre \| Sistar \| \| \| 9 \| 17 de septiembre \| 4Minute \| \| \| 10 \| 24 de septiembre \| U-KISS \| \| \| 11 \| 1 de octubre \| G.NA \| \| \| 12 \| 8 de octubre \| CHI CHI \| Especial: KARA \| \| 13 \| 15 de octubre \| Rainbow \| \| \| 14 \| 22 de octubre \| — \| Top 5: Girls' Generation \| \| 15 \| 29 de octubre \| FT ISLAND \| \| \| 16 \| 5 de noviembre \| — \| Ranking (Kim Hyun Joong) \| \| 17 \| 12 de noviembre \| Orange Caramel \| \| \| 18 \| 19 de noviembre \| Girl's Day \| \| \| 19 \| 26 de noviembre \| Secret \| \| \| 20 \| 3 de diciembre \| INFINITE, G.NA \| \| \| 21 \| 10 de diciembre \| Rainbow, MBLAQ \| \| \| 22 \| 17 de diciembre \| Wonder Girls \| \| \| 23 \| 24 de diciembre \| INFINITE \| \| \| 24 \| 31 de diciembre \| — \| 1° Weekly Idol Awards \| |                  |                  |                                           |
| Episodio | Fecha de Emisión | Artista Invitado | Notas                                     |
| 1 | 23 de julio      | —                | "Real Chart! Auto clasificación de Idols" |
| 2 | 30 de julio      | —                | "Real Chart! Auto clasificación de Idols" |
| 3 | 6 de agosto      | —                | "Real Chart! Auto clasificación de Idols" |
| 4 | 13 de agosto     | INFINITE         | Primera emisión de "Ídolo de la Semana"   |
| 5 | 20 de agosto     | MBLAQ            |                                           |
| 6 | 27 de agosto     | ZE:A             |                                           |
| 7 | 3 de septiembre  | —                | Ranking (Beast)                           |
| 8 | 10 de septiembre | Sistar           |                                           |
| 9 | 17 de septiembre | 4Minute          |                                           |
| 10 | 24 de septiembre | U-KISS           |                                           |
| 11 | 1 de octubre     | G.NA             |                                           |
| 12 | 8 de octubre     | CHI CHI          | Especial: KARA                            |
| 13 | 15 de octubre    | Rainbow          |                                           |
| 14 | 22 de octubre    | —                | Top 5: Girls' Generation                  |
| 15 | 29 de octubre    | FT ISLAND        |                                           |
| 16 | 5 de noviembre   | —                | Ranking (Kim Hyun Joong)                  |
| 17 | 12 de noviembre  | Orange Caramel   |                                           |
| 18 | 19 de noviembre  | Girl's Day       |                                           |
| 19 | 26 de noviembre  | Secret           |                                           |
| 20 | 3 de diciembre   | INFINITE, G.NA   |                                           |
| 21 | 10 de diciembre  | Rainbow, MBLAQ   |                                           |
| 22 | 17 de diciembre  | Wonder Girls     |                                           |
| 23 | 24 de diciembre  | INFINITE         |                                           |
| 24 | 31 de diciembre  | —                | 1° Weekly Idol Awards                     |

### 2012
| \| Episodio \| Fecha de Emisión \| Artista Invitado \| Notas \| \| -------- \| ---------------- \| --------------------------------- \| ------------------------------------------------------------ \| \| 25 \| 7 de enero \| A Pink \| \| \| 26 \| 14 de enero \| B1A4 \| \| \| 27 \| 21 de enero \| Boyfriend \| \| \| 28 \| 28 de enero \| Dal Shabet \| \| \| 29 \| 4 de febrero \| T-ara \| \| \| 30 \| 11 de febrero \| MBLAQ \| \| \| 31 \| 18 de febrero \| Teen Top \| \| \| 32 \| 15 de febrero \| Teen Top \| Aparición Especial: Andy (Shinhwa) \| \| 33 \| 3 de marzo \| Jay Park \| \| \| 34 \| 14 de marzo \| FT ISLAND \| \| \| 35 \| 21 de marzo \| Miss A \| \| \| 36 \| 28 de marzo \| Miss A \| \| \| 37 \| 4 de abril \| Haha \| \| \| 38 \| 11 de abril \| Haha \| \| \| 39 \| 18 de abril \| 2AM \| \| \| 40 \| 15 de abril \| B1A4 \| \| \| 41 \| 2 de mayo \| SHINee \| \| \| 42 \| 9 de mayo \| SHINee \| \| \| 43 \| 16 de mayo \| 4Minute, BtoB \| \| \| 44 \| 23 de mayo \| A Pink \| \| \| 45 \| 30 de mayo \| Hyungdon y Daejun \| Presentadores Especiales: Haha, Sistar (Hyolyn, Soyou) \| \| 46 \| 6 de junio \| Nine Muses \| \| \| 47 \| 13 de junio \| INFINITE \| \| \| 48 \| 20 de junio \| INFINITE \| \| \| 49 \| 27 de junio \| Teen Top \| \| \| 50 \| 4 de julio \| G.NA \| \| \| 51 \| 11 de julio \| F(x) \| \| \| 52 \| 18 de julio \| After School \| 1° Aniversario del programa \| \| 53 \| 25 de julio \| After School \| 1° Aniversario del programa \| \| 54 \| 1 de agosto \| Hello Venus, NU'EST \| \| \| 55 \| 8 de agosto \| Haha, Skull \| \| \| 56 \| 15 de agosto \| INFINITE \| \| \| 57 \| 22 de agosto \| B.A.P \| \| \| 58 \| 29 de agosto \| BEAST \| \| \| 59 \| 5 de septiembre \| BEAST \| \| \| 60 \| 12 de septiembre \| Super Junior \| \| \| 61 \| 19 de septiembre \| Super Junior \| \| \| 62 \| 26 de septiembre \| Secret \| \| \| 63 \| 3 de octubre \| Secret \| \| \| 64 \| 10 de octubre \| Tasty, Hyungdon y Daejun \| Presentadores Especiales: INFINITE (Sungkyu, Hoya) \| \| 65 \| 17 de octubre \| ZE:A \| \| \| 66 \| 24 de octubre \| BtoB \| \| \| 67 \| 31 de octubre \| Orange Caramel \| \| \| 68 \| 7 de noviembre \| Spica, Fiestar \| \| \| 69 \| 14 de noviembre \| Miss A \| \| \| 70 \| 21 de noviembre \| Miss A \| \| \| 71 \| 28 de noviembre \| Block B \| \| \| 72 \| 5 de diciembre \| Jewelry \| Presentador Especial: Ilhoon (BtoB) \| \| 73 \| 12 de diciembre \| B1A4 \| Aparición Especial: Hyukjin (100%) \| \| 74 \| 19 de diciembre \| Girl's Day \| Presentador Especial: Ilhoon (BtoB) \| \| 75 \| 26 de diciembre \| Sungkyu (INFINITE), Ilhoon (BtoB) \| 2° Weekly Idol Awards Presentador Especial: Sohyun (4Minute) \| |                  |                                   |                                                              |
| Episodio | Fecha de Emisión | Artista Invitado                  | Notas                                                        |
| 25 | 7 de enero       | A Pink                            |                                                              |
| 26 | 14 de enero      | B1A4                              |                                                              |
| 27 | 21 de enero      | Boyfriend                         |                                                              |
| 28 | 28 de enero      | Dal Shabet                        |                                                              |
| 29 | 4 de febrero     | T-ara                             |                                                              |
| 30 | 11 de febrero    | MBLAQ                             |                                                              |
| 31 | 18 de febrero    | Teen Top                          |                                                              |
| 32 | 15 de febrero    | Teen Top                          | Aparición Especial: Andy (Shinhwa)                           |
| 33 | 3 de marzo       | Jay Park                          |                                                              |
| 34 | 14 de marzo      | FT ISLAND                         |                                                              |
| 35 | 21 de marzo      | Miss A                            |                                                              |
| 36 | 28 de marzo      | Miss A                            |                                                              |
| 37 | 4 de abril       | Haha                              |                                                              |
| 38 | 11 de abril      | Haha                              |                                                              |
| 39 | 18 de abril      | 2AM                               |                                                              |
| 40 | 15 de abril      | B1A4                              |                                                              |
| 41 | 2 de mayo        | SHINee                            |                                                              |
| 42 | 9 de mayo        | SHINee                            |                                                              |
| 43 | 16 de mayo       | 4Minute, BtoB                     |                                                              |
| 44 | 23 de mayo       | A Pink                            |                                                              |
| 45 | 30 de mayo       | Hyungdon y Daejun                 | Presentadores Especiales: Haha, Sistar (Hyolyn, Soyou)       |
| 46 | 6 de junio       | Nine Muses                        |                                                              |
| 47 | 13 de junio      | INFINITE                          |                                                              |
| 48 | 20 de junio      | INFINITE                          |                                                              |
| 49 | 27 de junio      | Teen Top                          |                                                              |
| 50 | 4 de julio       | G.NA                              |                                                              |
| 51 | 11 de julio      | F(x)                              |                                                              |
| 52 | 18 de julio      | After School                      | 1° Aniversario del programa                                  |
| 53 | 25 de julio      | After School                      | 1° Aniversario del programa                                  |
| 54 | 1 de agosto      | Hello Venus, NU'EST               |                                                              |
| 55 | 8 de agosto      | Haha, Skull                       |                                                              |
| 56 | 15 de agosto     | INFINITE                          |                                                              |
| 57 | 22 de agosto     | B.A.P                             |                                                              |
| 58 | 29 de agosto     | BEAST                             |                                                              |
| 59 | 5 de septiembre  | BEAST                             |                                                              |
| 60 | 12 de septiembre | Super Junior                      |                                                              |
| 61 | 19 de septiembre | Super Junior                      |                                                              |
| 62 | 26 de septiembre | Secret                            |                                                              |
| 63 | 3 de octubre     | Secret                            |                                                              |
| 64 | 10 de octubre    | Tasty, Hyungdon y Daejun          | Presentadores Especiales: INFINITE (Sungkyu, Hoya)           |
| 65 | 17 de octubre    | ZE:A                              |                                                              |
| 66 | 24 de octubre    | BtoB                              |                                                              |
| 67 | 31 de octubre    | Orange Caramel                    |                                                              |
| 68 | 7 de noviembre   | Spica, Fiestar                    |                                                              |
| 69 | 14 de noviembre  | Miss A                            |                                                              |
| 70 | 21 de noviembre  | Miss A                            |                                                              |
| 71 | 28 de noviembre  | Block B                           |                                                              |
| 72 | 5 de diciembre   | Jewelry                           | Presentador Especial: Ilhoon (BtoB)                          |
| 73 | 12 de diciembre  | B1A4                              | Aparición Especial: Hyukjin (100%)                           |
| 74 | 19 de diciembre  | Girl's Day                        | Presentador Especial: Ilhoon (BtoB)                          |
| 75 | 26 de diciembre  | Sungkyu (INFINITE), Ilhoon (BtoB) | 2° Weekly Idol Awards Presentador Especial: Sohyun (4Minute) |

### 2013
| \| Episodio \| Fecha de Emisión \| Artista Invitado \| Notas \| \| -------- \| ---------------- \| -------------------------------------------- \| ---------------------------------------------------------------- \| \| 76 \| 2 de enero \| Ailee \| \| \| 77 \| 9 de enero \| Yo Seob (BEAST), Ilhoon (BtoB) \| \| \| 78 \| 16 de enero \| Hello Venus \| \| \| 79 \| 23 de enero \| Infinite H \| \| \| 80 \| 30 de enero \| 2YOON, Sohyun (4Minute) \| \| \| 81 \| 6 de febrero \| Nine Muses \| Presentador Especial: Ilhoon (BtoB) \| \| 82 \| 13 de febrero \| Dal Shabet \| \| \| 83 \| 20 de febrero \| SISTAR19 \| \| \| 84 \| 27 de febrero \| Huh Gak, Hyungdon y Daejun \| Presentadores Especiales: Sohyun (4Minute), Ilhoon (BtoB) \| \| 85 \| 6 de marzo \| B.A.P \| Aparición Especial: Kim Bohyung (SPICA) \| \| 86 \| 13 de marzo \| Rainbow \| \| \| 87 \| 20 de marzo \| 4Minute \| Presentador Especial: Ilhoon (BtoB) \| \| 88 \| 27 de marzo \| 4Minute \| \| \| 89 \| 3 de abril \| SHINee \| \| \| 90 \| 10 de abril \| SHINee \| \| \| 91 \| 17 de abril \| SPEED (Sección Especial) \| Presentador Especial: Ilhoon (BtoB) \| \| 91 \| 17 de abril \| Teen Top \| \| \| 92 \| 24 de abril \| RaNia \| \| \| 93 \| 1 de mayo \| INFINITE \| \| \| 94 \| 8 de mayo \| INFINITE \| \| \| 95 \| 15 de mayo \| Secret \| \| \| 96 \| 22 de mayo \| 15& \| \| \| 97 \| 29 de mayo \| B1A4 \| \| \| 98 \| 5 de junio \| BtoB \| \| \| 99 \| 12 de junio \| 100% \| \| \| 100 \| 19 de junio \| Rainbow, Secret, 4Minute \| Especial por 100 episodios \| \| 101 \| 26 de junio \| Rainbow, Secret, 4Minute \| Especial por 100 episodios \| \| 102 \| 3 de julio \| MBLAQ \| \| \| 103 \| 10 de julio \| EXO \| \| \| 104 \| 17 de julio \| A Pink \| \| \| 105 \| 24 de julio \| Girl's Day \| segundo Aniversario de Weekly Idol \| \| 106 \| 31 de julio \| Jewelry \| \| \| 107 \| 7 de agosto \| INFINITE \| 1.er Especial de Verano \| \| 108 \| 14 de agosto \| EXO \| segundo Especial de Verano \| \| 109 \| 21 de agosto \| BEAST \| 3.er Especial de Verano \| \| 110 \| 28 de agosto \| BEAST \| 3.er Especial de Verano \| \| 111 \| 4 de septiembre \| B.A.P \| 4.º Especial de Verano \| \| 112 \| 11 de septiembre \| Tasty \| Aparición Especial: Defconn Presentadora Especial: Bomi (A Pink) \| \| 113 \| 18 de septiembre \| BtoB \| Especial de Chuseok \| \| 114 \| 25 de septiembre \| A-JAX, 2EYES \| \| \| 115 \| 2 de octubre \| Teen Top \| \| \| 116 \| 9 de octubre \| Henry Lau \| Aparición Especial: Kyuhyun (Super Junior) \| \| 117 \| 16 de octubre \| Ladies' Code \| \| \| 118 \| 23 de octubre \| Block B \| \| \| 119 \| 30 de octubre \| SPICA \| \| \| 120 \| 6 de noviembre \| IU \| \| \| 121 \| 13 de noviembre \| IU \| \| \| 122 \| 20 de noviembre \| K.Will \| \| \| 123 \| 27 de noviembre \| Park Ji Yoon, Lim Kim \| \| \| 124 \| 4 de diciembre \| G-Dragon \| \| \| 125 \| 11 de diciembre \| G-Dragon \| \| \| 126 \| 18 de diciembre \| Shin Bora \| \| \| 127 \| 25 de diciembre \| Bomi (A Pink), Ilhoon (BtoB), P.O. (Block B) \| 3.er Weekly Idol Awards \| \| \| \| \| \| |                  |                                              |                                                                  |
| Episodio | Fecha de Emisión | Artista Invitado                             | Notas                                                            |
| 76 | 2 de enero       | Ailee                                        |                                                                  |
| 77 | 9 de enero       | Yo Seob (BEAST), Ilhoon (BtoB)               |                                                                  |
| 78 | 16 de enero      | Hello Venus                                  |                                                                  |
| 79 | 23 de enero      | Infinite H                                   |                                                                  |
| 80 | 30 de enero      | 2YOON, Sohyun (4Minute)                      |                                                                  |
| 81 | 6 de febrero     | Nine Muses                                   | Presentador Especial: Ilhoon (BtoB)                              |
| 82 | 13 de febrero    | Dal Shabet                                   |                                                                  |
| 83 | 20 de febrero    | SISTAR19                                     |                                                                  |
| 84 | 27 de febrero    | Huh Gak, Hyungdon y Daejun                   | Presentadores Especiales: Sohyun (4Minute), Ilhoon (BtoB)        |
| 85 | 6 de marzo       | B.A.P                                        | Aparición Especial: Kim Bohyung (SPICA)                          |
| 86 | 13 de marzo      | Rainbow                                      |                                                                  |
| 87 | 20 de marzo      | 4Minute                                      | Presentador Especial: Ilhoon (BtoB)                              |
| 88 | 27 de marzo      | 4Minute                                      |                                                                  |
| 89 | 3 de abril       | SHINee                                       |                                                                  |
| 90 | 10 de abril      | SHINee                                       |                                                                  |
| 91 | 17 de abril      | SPEED (Sección Especial)                     | Presentador Especial: Ilhoon (BtoB)                              |
| 91 | 17 de abril      | Teen Top                                     |                                                                  |
| 92 | 24 de abril      | RaNia                                        |                                                                  |
| 93 | 1 de mayo        | INFINITE                                     |                                                                  |
| 94 | 8 de mayo        | INFINITE                                     |                                                                  |
| 95 | 15 de mayo       | Secret                                       |                                                                  |
| 96 | 22 de mayo       | 15&                                          |                                                                  |
| 97 | 29 de mayo       | B1A4                                         |                                                                  |
| 98 | 5 de junio       | BtoB                                         |                                                                  |
| 99 | 12 de junio      | 100%                                         |                                                                  |
| 100 | 19 de junio      | Rainbow, Secret, 4Minute                     | Especial por 100 episodios                                       |
| 101 | 26 de junio      | Rainbow, Secret, 4Minute                     | Especial por 100 episodios                                       |
| 102 | 3 de julio       | MBLAQ                                        |                                                                  |
| 103 | 10 de julio      | EXO                                          |                                                                  |
| 104 | 17 de julio      | A Pink                                       |                                                                  |
| 105 | 24 de julio      | Girl's Day                                   | segundo Aniversario de Weekly Idol                               |
| 106 | 31 de julio      | Jewelry                                      |                                                                  |
| 107 | 7 de agosto      | INFINITE                                     | 1.er Especial de Verano                                          |
| 108 | 14 de agosto     | EXO                                          | segundo Especial de Verano                                       |
| 109 | 21 de agosto     | BEAST                                        | 3.er Especial de Verano                                          |
| 110 | 28 de agosto     | BEAST                                        | 3.er Especial de Verano                                          |
| 111 | 4 de septiembre  | B.A.P                                        | 4.º Especial de Verano                                           |
| 112 | 11 de septiembre | Tasty                                        | Aparición Especial: Defconn Presentadora Especial: Bomi (A Pink) |
| 113 | 18 de septiembre | BtoB                                         | Especial de Chuseok                                              |
| 114 | 25 de septiembre | A-JAX, 2EYES                                 |                                                                  |
| 115 | 2 de octubre     | Teen Top                                     |                                                                  |
| 116 | 9 de octubre     | Henry Lau                                    | Aparición Especial: Kyuhyun (Super Junior)                       |
| 117 | 16 de octubre    | Ladies' Code                                 |                                                                  |
| 118 | 23 de octubre    | Block B                                      |                                                                  |
| 119 | 30 de octubre    | SPICA                                        |                                                                  |
| 120 | 6 de noviembre   | IU                                           |                                                                  |
| 121 | 13 de noviembre  | IU                                           |                                                                  |
| 122 | 20 de noviembre  | K.Will                                       |                                                                  |
| 123 | 27 de noviembre  | Park Ji Yoon, Lim Kim                        |                                                                  |
| 124 | 4 de diciembre   | G-Dragon                                     |                                                                  |
| 125 | 11 de diciembre  | G-Dragon                                     |                                                                  |
| 126 | 18 de diciembre  | Shin Bora                                    |                                                                  |
| 127 | 25 de diciembre  | Bomi (A Pink), Ilhoon (BtoB), P.O. (Block B) | 3.er Weekly Idol Awards                                          |
| |                  |                                              |                                                                  |

### 2014
| \| Episodio \| Fecha de Emisión \| Artista Invitado \| Notas \| \| -------- \| ---------------- \| ------------------------------------------------------------------------------------------------------------------------------------------------------ \| ------------------------------------------------------------------------- \| \| 128 \| 1 de enero \| Heechul (Super Junior) \| \| \| 129 \| 8 de enero \| Yong Jun Hyung (BEAST) \| \| \| 130 \| 15 de enero \| Secret \| \| \| 131 \| 22 de enero \| AOA \| \| \| 132 \| 29 de enero \| Rainbow Blaxx \| \| \| 133 \| 5 de febrero \| History \| \| \| 134 \| 12 de febrero \| Girl's Day \| \| \| 135 \| 19 de febrero \| B1A4 \| \| \| 136 \| 26 de febrero \| BtoB \| \| \| 137 \| 5 de marzo \| B.A.P \| \| \| 138 \| 12 de marzo \| Gain \| \| \| 139 \| 19 de marzo \| CNBLUE \| \| \| 140 \| 26 de marzo \| CNBLUE \| \| \| 141 \| 2 de abril \| 4Minute \| \| \| 142 \| 9 de abril \| A Pink \| \| \| 143 \| 16 de abril \| Crayon Pop \| \| \| 144 \| 30 de abril \| Bangtan Boys \| \| \| 145 \| 7 de mayo \| BESTie, 100% \| \| \| 146 \| 14 de mayo \| GOT7 \| \| \| 147 \| 21 de mayo \| G.NA \| Aparición Especial: Ilhoon (BtoB) \| \| 148 \| 28 de mayo \| Hyosung (Secret) \| \| \| 149 \| 4 de junio \| Ji yeon (T-ara) \| \| \| 150 \| 11 de junio \| Wheesung \| \| \| 151 \| 18 de junio \| BEAST \| \| \| 152 \| 25 de junio \| INFINITE \| Especial por la décima aparición del grupo \| \| 153 \| 2 de julio \| INFINITE \| Especial por la décima aparición del grupo \| \| 154 \| 9 de julio \| AOA \| \| \| 155 \| 16 de julio \| Jung Joon Young \| \| \| 156 \| 23 de julio \| GOT7, A Pink (Bomi, Namjoo, Hayoung), BtoB, Rainbow, BEAST (Doojoon, Yoseob, Dongwoon) \| 3er Aniversario del programa \| \| 157 \| 30 de julio \| 4Minute, Hyomin (T-ara), Nine Muses (Hyuna, Erin, Sungah, Kyungri), Boyfriend, FTISLAND (Jonghoon, Jaejin, Seunghyun), CNBLUE (Jonghyun, Minhyuk), AOA \| 3er Aniversario del programa \| \| 158 \| 6 de agosto \| HyunA (4Minute) \| \| \| 159 \| 13 de agosto \| B1A4 \| \| \| 160 \| 20 de agosto \| Big Byung: Sungjae (BtoB), N y Hyuk (VIXX), Jackson (GOT7) \| \| \| 161 \| 27 de agosto \| Tiny-G \| \| \| 162 \| 3 de septiembre \| KARA \| \| \| 163 \| 10 de septiembre \| KARA \| \| \| 164 \| 17 de septiembre \| NU'EST, Fiestar \| \| \| 165 \| 25 de septiembre \| T-ara \| \| \| 166 \| 1 de octubre \| Kim Jong Min \| \| \| 167 \| 8 de octubre \| Teen Top \| \| \| 168 \| 15 de octubre \| Red Velvet \| \| \| 169 \| 22 de octubre \| Winner \| \| \| 170 \| 29 de octubre \| VIXX \| \| \| 171 \| 5 de noviembre \| Orange Caramel \| \| \| 172 \| 12 de noviembre \| Song Jieun (Secret) \| Aparición Especial: Jung Hana (Secret) \| \| 173 \| 19 de noviembre \| AOA \| \| \| 174 \| 26 de noviembre \| Boyfriend \| \| \| 175 \| 3 de diciembre \| A Pink \| \| \| 176 \| 10 de diciembre \| Kim Ian, Changjo (Teen Top) \| Elenco de Sweden Laundry \| \| 177 \| 17 de diciembre \| GOT7 \| \| \| 178 \| 24 de diciembre \| EXID \| \| \| 179 \| 31 de diciembre \| Big Byung: Sungjae (BtoB), N y Hyuk (VIXX), Jackson (GOT7) \| 4.º Weekly Idol Awards Presentador Especial: Bomi (A Pink), Ilhoon (BtoB) \| |                  | |                                                                           |
| Episodio | Fecha de Emisión | Artista Invitado | Notas                                                                     |
| 128 | 1 de enero       | Heechul (Super Junior) |                                                                           |
| 129 | 8 de enero       | Yong Jun Hyung (BEAST) |                                                                           |
| 130 | 15 de enero      | Secret |                                                                           |
| 131 | 22 de enero      | AOA |                                                                           |
| 132 | 29 de enero      | Rainbow Blaxx |                                                                           |
| 133 | 5 de febrero     | History |                                                                           |
| 134 | 12 de febrero    | Girl's Day |                                                                           |
| 135 | 19 de febrero    | B1A4 |                                                                           |
| 136 | 26 de febrero    | BtoB |                                                                           |
| 137 | 5 de marzo       | B.A.P |                                                                           |
| 138 | 12 de marzo      | Gain |                                                                           |
| 139 | 19 de marzo      | CNBLUE |                                                                           |
| 140 | 26 de marzo      | CNBLUE |                                                                           |
| 141 | 2 de abril       | 4Minute |                                                                           |
| 142 | 9 de abril       | A Pink |                                                                           |
| 143 | 16 de abril      | Crayon Pop |                                                                           |
| 144 | 30 de abril      | Bangtan Boys |                                                                           |
| 145 | 7 de mayo        | BESTie, 100% |                                                                           |
| 146 | 14 de mayo       | GOT7 |                                                                           |
| 147 | 21 de mayo       | G.NA | Aparición Especial: Ilhoon (BtoB)                                         |
| 148 | 28 de mayo       | Hyosung (Secret) |                                                                           |
| 149 | 4 de junio       | Ji yeon (T-ara) |                                                                           |
| 150 | 11 de junio      | Wheesung |                                                                           |
| 151 | 18 de junio      | BEAST |                                                                           |
| 152 | 25 de junio      | INFINITE | Especial por la décima aparición del grupo                                |
| 153 | 2 de julio       | INFINITE | Especial por la décima aparición del grupo                                |
| 154 | 9 de julio       | AOA |                                                                           |
| 155 | 16 de julio      | Jung Joon Young |                                                                           |
| 156 | 23 de julio      | GOT7, A Pink (Bomi, Namjoo, Hayoung), BtoB, Rainbow, BEAST (Doojoon, Yoseob, Dongwoon)                                                                 | 3er Aniversario del programa                                              |
| 157 | 30 de julio      | 4Minute, Hyomin (T-ara), Nine Muses (Hyuna, Erin, Sungah, Kyungri), Boyfriend, FTISLAND (Jonghoon, Jaejin, Seunghyun), CNBLUE (Jonghyun, Minhyuk), AOA | 3er Aniversario del programa                                              |
| 158 | 6 de agosto      | HyunA (4Minute) |                                                                           |
| 159 | 13 de agosto     | B1A4 |                                                                           |
| 160 | 20 de agosto     | Big Byung: Sungjae (BtoB), N y Hyuk (VIXX), Jackson (GOT7)                                                                                             |                                                                           |
| 161 | 27 de agosto     | Tiny-G |                                                                           |
| 162 | 3 de septiembre  | KARA |                                                                           |
| 163 | 10 de septiembre | KARA |                                                                           |
| 164 | 17 de septiembre | NU'EST, Fiestar |                                                                           |
| 165 | 25 de septiembre | T-ara |                                                                           |
| 166 | 1 de octubre     | Kim Jong Min |                                                                           |
| 167 | 8 de octubre     | Teen Top |                                                                           |
| 168 | 15 de octubre    | Red Velvet |                                                                           |
| 169 | 22 de octubre    | Winner |                                                                           |
| 170 | 29 de octubre    | VIXX |                                                                           |
| 171 | 5 de noviembre   | Orange Caramel |                                                                           |
| 172 | 12 de noviembre  | Song Jieun (Secret) | Aparición Especial: Jung Hana (Secret)                                    |
| 173 | 19 de noviembre  | AOA |                                                                           |
| 174 | 26 de noviembre  | Boyfriend |                                                                           |
| 175 | 3 de diciembre   | A Pink |                                                                           |
| 176 | 10 de diciembre  | Kim Ian, Changjo (Teen Top) | Elenco de Sweden Laundry                                                  |
| 177 | 17 de diciembre  | GOT7 |                                                                           |
| 178 | 24 de diciembre  | EXID |                                                                           |
| 179 | 31 de diciembre  | Big Byung: Sungjae (BtoB), N y Hyuk (VIXX), Jackson (GOT7)                                                                                             | 4.º Weekly Idol Awards Presentador Especial: Bomi (A Pink), Ilhoon (BtoB) |

### 2015
| \| Episodio \| Fecha de Emisión \| Artista Invitado \| Notas \| \| -------- \| ---------------- \| ---------------------------------------------------------------------------------------------------------------- \| --------------------------------------------------------------------------- \| \| 180 \| 7 de enero \| Hong Jin Young \| \| \| 181 \| 14 de enero \| Boys Republic \| \| \| 182 \| 21 de enero \| Junggigo, Mad Clown, Jooyoung \| \| \| 183 \| 28 de enero \| Lizzy (After School) \| Aparición Especial: Eunkwang (BtoB) \| \| 184 \| 4 de febrero \| Nine Muses \| \| \| 185 \| 11 de febrero \| 4Minute \| \| \| 186 \| 18 de febrero \| Jung Yong Hwa (CNBLUE) \| \| \| 187 \| 25 de febrero \| Big Byung: Sungjae (BtoB), N y Hyuk (VIXX), Jackson (GOT7) Chamsonyeo: (G.NA, Sohyun (4Minute), Young-ji (KARA)) \| \| \| 188 \| 4 de marzo \| Niel (Teen Top) \| Aparición Especial: Teen Top (C.A.P, L.Joe, Ricky) \| \| 189 \| 11 de marzo \| Rainbow \| \| \| 190 \| 18 de marzo \| Lovelyz \| \| \| 191 \| 25 de marzo \| Boyfriend \| \| \| 192 \| 1 de abril \| A Pink \| Weekly Idol en Saipán - Especial por el 14.º Aniversario de MBC Media Plus. \| \| 193 \| 8 de abril \| A Pink \| Weekly Idol en Saipán - Especial por el 14.º Aniversario de MBC Media Plus. \| \| 194 \| 15 de abril \| Berry Good, GFRIEND \| \| \| 195 \| 22 de abril \| K.Will \| \| \| 196 \| 29 de abril \| FTISLAND \| \| \| 197 \| 6 de mayo \| EXID \| \| \| 198 \| 13 de mayo \| CLC \| \| \| 199 \| 20 de mayo \| Kim Sung Kyu (INFINITE) \| \| \| 200 \| 27 de mayo \| Secret (Hana, Jieun), Sistar (Bora, Soyou), AOA (Jimin, ChoA), SONAMOO, MONSTA X, N.Flying \| Especial por 200 Episodios \| \| 201 \| 3 de junio \| Secret (Hana, Jieun), Sistar (Bora, Soyou), AOA (Jimin, ChoA), SONAMOO, MONSTA X, N.Flying \| Especial por 200 Episodios \| \| 202 \| 10 de junio \| KARA \| \| \| 203 \| 17 de junio \| UNIQ (Primera mitad); Bangtan Boys (Invitados principales) \| \| \| 204 \| 24 de junio \| AOA \| \| \| 205 \| 1 de julio \| Teen Top \| \| \| 206 \| 8 de julio \| BtoB \| \| \| 207 \| 15 de julio \| INFINITE \| Primer especial de verano \| \| 208 \| 22 de julio \| A Pink \| Segundo especial de verano \| \| 209 \| 29 de julio \| BEAST \| Tercer especial de verano \| \| 210 \| 5 de agosto \| Girl's Day \| Cuarto especial de verano \| \| 211 \| 12 de agosto \| Wonder Girls \| Quinto especial de verano \| \| 212 \| 19 de agosto \| Girls' Generation \| Sexto especial de verano \| \| 213 \| 26 de agosto \| Girls' Generation \| Sexto especial de verano \| \| 214 \| 2 de septiembre \| Mamamoo \| \| \| 215 \| 9 de septiembre \| APRIL \| \| \| 216 \| 16 de septiembre \| Monsta X \| \| \| 217 \| 23 de septiembre \| Red Velvet \| \| \| 218 \| 30 de septiembre \| CNBLUE \| \| \| 219 \| 7 de octubre \| Lovelyz \| \| \| 220 \| 14 de octubre \| GOT7 \| \| \| 221 \| 21 de octubre \| GFriend \| \| \| 222 \| 28 de octubre \| Seventeen[4] \| \| \| 223 \| 4 de noviembre \| Oh My Girl \| \| \| 224 \| 11 de noviembre \| Brown Eyed Girls \| \| \| 225 \| 18 de noviembre \| N.Flying \| \| \| 226 \| 25 de noviembre \| EXID \| \| \| 227 \| 2 de diciembre \| VIXX \| Presentador especial: Sungkyu (INFINITE) \| \| 228 \| 9 de diciembre \| TWICE \| Presentador especial: Sungkyu (INFINITE) \| \| 229 \| 16 de diciembre \| Bangtan Boys \| Presentador especial: Heechul (Super Junior) \| \| 230 \| 23 de diciembre \| Lovelyz (Jisoo, Kei, Ryu Su-jeong), GFriend (Yerin, Yuju, SinB), TWICE (Nayeon, Dahyun, Tzuyu) \| Especial de Navidad - Presentador especial: Heechul (Super Junior) \| \| 231 \| 30 de diciembre \| Hayoung (Apink), N (VIXX), Mina (AOA) - 5th Weekly Idol Awards \| Presentadora especial: Bomi de Apink \| |                  | |                                                                             |
| Episodio | Fecha de Emisión | Artista Invitado                                                                                                 | Notas                                                                       |
| 180 | 7 de enero       | Hong Jin Young                                                                                                   |                                                                             |
| 181 | 14 de enero      | Boys Republic |                                                                             |
| 182 | 21 de enero      | Junggigo, Mad Clown, Jooyoung                                                                                    |                                                                             |
| 183 | 28 de enero      | Lizzy (After School)                                                                                             | Aparición Especial: Eunkwang (BtoB)                                         |
| 184 | 4 de febrero     | Nine Muses |                                                                             |
| 185 | 11 de febrero    | 4Minute |                                                                             |
| 186 | 18 de febrero    | Jung Yong Hwa (CNBLUE)                                                                                           |                                                                             |
| 187 | 25 de febrero    | Big Byung: Sungjae (BtoB), N y Hyuk (VIXX), Jackson (GOT7) Chamsonyeo: (G.NA, Sohyun (4Minute), Young-ji (KARA)) |                                                                             |
| 188 | 4 de marzo       | Niel (Teen Top)                                                                                                  | Aparición Especial: Teen Top (C.A.P, L.Joe, Ricky)                          |
| 189 | 11 de marzo      | Rainbow |                                                                             |
| 190 | 18 de marzo      | Lovelyz |                                                                             |
| 191 | 25 de marzo      | Boyfriend |                                                                             |
| 192 | 1 de abril       | A Pink | Weekly Idol en Saipán - Especial por el 14.º Aniversario de MBC Media Plus. |
| 193 | 8 de abril       | A Pink | Weekly Idol en Saipán - Especial por el 14.º Aniversario de MBC Media Plus. |
| 194 | 15 de abril      | Berry Good, GFRIEND                                                                                              |                                                                             |
| 195 | 22 de abril      | K.Will |                                                                             |
| 196 | 29 de abril      | FTISLAND |                                                                             |
| 197 | 6 de mayo        | EXID |                                                                             |
| 198 | 13 de mayo       | CLC |                                                                             |
| 199 | 20 de mayo       | Kim Sung Kyu (INFINITE)                                                                                          |                                                                             |
| 200 | 27 de mayo       | Secret (Hana, Jieun), Sistar (Bora, Soyou), AOA (Jimin, ChoA), SONAMOO, MONSTA X, N.Flying                       | Especial por 200 Episodios                                                  |
| 201 | 3 de junio       | Secret (Hana, Jieun), Sistar (Bora, Soyou), AOA (Jimin, ChoA), SONAMOO, MONSTA X, N.Flying                       | Especial por 200 Episodios                                                  |
| 202 | 10 de junio      | KARA |                                                                             |
| 203 | 17 de junio      | UNIQ (Primera mitad); Bangtan Boys (Invitados principales)                                                       |                                                                             |
| 204 | 24 de junio      | AOA |                                                                             |
| 205 | 1 de julio       | Teen Top |                                                                             |
| 206 | 8 de julio       | BtoB |                                                                             |
| 207 | 15 de julio      | INFINITE | Primer especial de verano                                                   |
| 208 | 22 de julio      | A Pink | Segundo especial de verano                                                  |
| 209 | 29 de julio      | BEAST | Tercer especial de verano                                                   |
| 210 | 5 de agosto      | Girl's Day | Cuarto especial de verano                                                   |
| 211 | 12 de agosto     | Wonder Girls | Quinto especial de verano                                                   |
| 212 | 19 de agosto     | Girls' Generation                                                                                                | Sexto especial de verano                                                    |
| 213 | 26 de agosto     | Girls' Generation                                                                                                | Sexto especial de verano                                                    |
| 214 | 2 de septiembre  | Mamamoo |                                                                             |
| 215 | 9 de septiembre  | APRIL |                                                                             |
| 216 | 16 de septiembre | Monsta X |                                                                             |
| 217 | 23 de septiembre | Red Velvet |                                                                             |
| 218 | 30 de septiembre | CNBLUE |                                                                             |
| 219 | 7 de octubre     | Lovelyz |                                                                             |
| 220 | 14 de octubre    | GOT7 |                                                                             |
| 221 | 21 de octubre    | GFriend |                                                                             |
| 222 | 28 de octubre    | Seventeen |                                                                             |
| 223 | 4 de noviembre   | Oh My Girl |                                                                             |
| 224 | 11 de noviembre  | Brown Eyed Girls                                                                                                 |                                                                             |
| 225 | 18 de noviembre  | N.Flying |                                                                             |
| 226 | 25 de noviembre  | EXID |                                                                             |
| 227 | 2 de diciembre   | VIXX | Presentador especial: Sungkyu (INFINITE)                                    |
| 228 | 9 de diciembre   | TWICE | Presentador especial: Sungkyu (INFINITE)                                    |
| 229 | 16 de diciembre  | Bangtan Boys | Presentador especial: Heechul (Super Junior)                                |
| 230 | 23 de diciembre  | Lovelyz (Jisoo, Kei, Ryu Su-jeong), GFriend (Yerin, Yuju, SinB), TWICE (Nayeon, Dahyun, Tzuyu)                   | Especial de Navidad - Presentador especial: Heechul (Super Junior)          |
| 231 | 30 de diciembre  | Hayoung (Apink), N (VIXX), Mina (AOA) - 5th Weekly Idol Awards                                                   | Presentadora especial: Bomi de Apink                                        |

### 2016
| \| Episodio \| Fecha de Emisión \| Artista Invitado \| Notas \| \| -------- \| ---------------- \| -------------------------------------------------------------------- \| ------------------------------------------------ \| \| 232 \| 6 de enero \| Lovelyz \| Presentadora especial: Sunny (Girls' Generation) \| \| 233 \| 13 de enero \| UP10TION \| Presentadora especial: Sunny (Girls' Generation) \| \| 234 \| 20 de enero \| Dal Shabet \| Presentador especial: Leeteuk (Super Junior) \| \| 235 \| 27 de enero \| Tahití, The Legend \| Presentador especial: Leeteuk (Super Junior) \| \| 236 \| 3 de febrero \| GFriend - Especial de Año nuevo Lunar \| Presentador especial: Jung Yonghwa (CNBLUE) \| \| 237 \| 10 de febrero \| Shin Hye Sung (Shinhwa) \| Presentador especial: Andy (Shinhwa) \| \| 238 \| 17 de febrero \| Noel \| Presentador especial: Jung Yonghwa (CNBLUE) \| \| 239 \| 24 de febrero \| AOA Cream \| Presentador especial: Yoon Doo Joon (BEAST) \| \| 240 \| 2 de marzo \| Mamamoo \| Presentador especial: Yoon Doo Joon (BEAST) \| \| 241 \| 9 de marzo \| Fiestar \| Presentador especial: K.Will \| \| 242 \| 16 de marzo \| Red Velvet \| Presentador especial: K.Will \| \| 243 \| 23 de marzo \| Cosmic Girls \| Presentadora especial: Bomi de Apink \| \| 244 \| 30 de marzo \| Block B \| Presentadora especial: Bomi de Apink \| \| 245 \| 6 de abril \| Jun Hyung (BEAST ), Bora (SISTAR ), Solji (EXID ), Jackson (Got7) \| MCs temporales: Heechul & Hani \| \| 246 \| 13 de abril \| LABOUM Otros:Jackson (GOT7 ), Jooheon (MONSTA X ) y Da Hyun (TWICE ) \| MCs temporales: Heechul & Hani \| \| 247 \| 20 de abril \| Park Jin Young \| MCs temporales: Heechul & Hani \| \| 248 \| 27 de abril \| Park Jin Young \| MCs temporales: Heechul & Hani \| \| 249 \| 4 de mayo \| Twice \| MCs temporales: Heechul & Hani \| |                  |                                                                      |                                                  |
| Episodio | Fecha de Emisión | Artista Invitado                                                     | Notas                                            |
| 232 | 6 de enero       | Lovelyz                                                              | Presentadora especial: Sunny (Girls' Generation) |
| 233 | 13 de enero      | UP10TION                                                             | Presentadora especial: Sunny (Girls' Generation) |
| 234 | 20 de enero      | Dal Shabet                                                           | Presentador especial: Leeteuk (Super Junior)     |
| 235 | 27 de enero      | Tahití, The Legend                                                   | Presentador especial: Leeteuk (Super Junior)     |
| 236 | 3 de febrero     | GFriend - Especial de Año nuevo Lunar                                | Presentador especial: Jung Yonghwa (CNBLUE)      |
| 237 | 10 de febrero    | Shin Hye Sung (Shinhwa)                                              | Presentador especial: Andy (Shinhwa)             |
| 238 | 17 de febrero    | Noel                                                                 | Presentador especial: Jung Yonghwa (CNBLUE)      |
| 239 | 24 de febrero    | AOA Cream                                                            | Presentador especial: Yoon Doo Joon (BEAST)      |
| 240 | 2 de marzo       | Mamamoo                                                              | Presentador especial: Yoon Doo Joon (BEAST)      |
| 241 | 9 de marzo       | Fiestar                                                              | Presentador especial: K.Will                     |
| 242 | 16 de marzo      | Red Velvet                                                           | Presentador especial: K.Will                     |
| 243 | 23 de marzo      | Cosmic Girls                                                         | Presentadora especial: Bomi de Apink             |
| 244 | 30 de marzo      | Block B                                                              | Presentadora especial: Bomi de Apink             |
| 245 | 6 de abril       | Jun Hyung (BEAST ), Bora (SISTAR ), Solji (EXID ), Jackson (Got7)    | MCs temporales: Heechul & Hani                   |
| 246 | 13 de abril      | LABOUM Otros:Jackson (GOT7 ), Jooheon (MONSTA X ) y Da Hyun (TWICE ) | MCs temporales: Heechul & Hani                   |
| 247 | 20 de abril      | Park Jin Young                                                       | MCs temporales: Heechul & Hani                   |
| 248 | 27 de abril      | Park Jin Young                                                       | MCs temporales: Heechul & Hani                   |
| 249 | 4 de mayo        | Twice                                                                | MCs temporales: Heechul & Hani                   |